# 234-й гвардейский десантно-штурмовой полк
234-й гвардейский десантно-штурмовой Черноморский ордена Кутузова 3-й степени полк имени Александра Невского — тактическое формирование Воздушно-десантных войск Вооружённых сил СССР и Вооружённых сил Российской Федерации.
Условное наименование — Войсковая часть № 74268 (в/ч 74268). Сокращённое наименование — 234 гв дшп.
Создан 15 января 1926 года. Входит в состав 76-й гвардейской десантно-штурмовой Черниговской Краснознамённой, ордена Суворова дивизии. Местом дислокации полка является г. Псков Псковской области.

## История
Полк был сформирован 15 января 1926 года. Тогда он наименован 221-м стрелковым полком и входил в созданную в тот же день 74-ю стрелковую Таманскую дивизию. В ознаменование заслуг 65-го стрелкового полка, из которого был выделен 221-й полк, ему было присвоено почётное звание Черноморский.
19 августа 1939 года 221-й полк был выведен из состава дивизии и на его базе была сформирована 157-я стрелковая дивизия. На базе штаба полка и его 1-го батальона в составе дивизии был создан 384-й стрелковый полк. Местом дислокации полка был определён Новороссийск.
6 марта 1943 года после Сталинградской битвы полку, за мужество и героизм личного состава, как и дивизии, было присвоено почётное звание гвардейской, и он был преобразован в 234-й гвардейский стрелковый полк. Под таким наименованием полк и существует до сих пор.
По окончании Великой Отечественной войны полк располагался в Растенбурге, позднее в Зенсбурге.
С 26 октября 1945 полк вместе с дивизией передислоцировался в Киров, где находился до июля 1946 года. В июле 1946 года полк передислоцировался сначала в Кингисепп, а затем в Псков, куда прибыл 3 июня 1947 года.
В Пскове полк находится до настоящего времени (конец 2014 года).
17 июня 1946 года 234-й гвардейский стрелковый полк был переформирован в 234-й гвардейский посадочный воздушно-десантный полк.
Тогда же в полк в качестве 3-го посадочного воздушно-десантного батальона вошёл свёрнутый 238-й гвардейский стрелковый Гданьский Краснознамённый полк.
В сентябре 1949 года полк переименовали в 234-й гвардейский парашютно-десантный Черноморский ордена Кутузова полк.
18 апреля 1996 года указом Президента РФ полку присвоено почётное наименование имени Святого благоверного Александра Невского.
Начиная с 2004 года полк перешёл на контрактную основу комплектования личного состава.

## Боевой путь

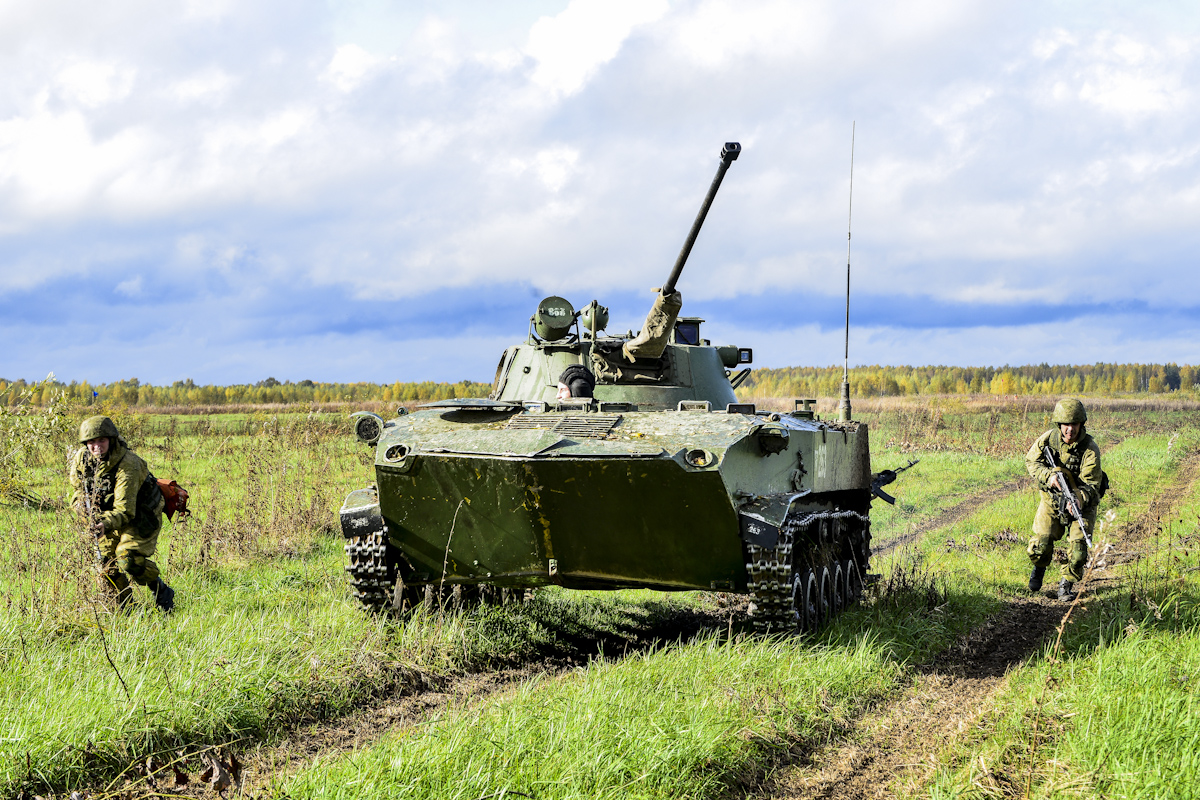
БМД-2 234-го гв. дшп в рамках совместного учения ВДВ РФ и ССО РБ. Октябрь 2017 года.

Боевой путь полк начал в Великой Отечественной войне. Бойцы полка сражались при обороне Одессы, в частях Крымского, Северо-Кавказского, Юго-Восточного и Сталинградского фронтов. После переименования в 234-й гвардейский полк сражался на Донском, Западном и 2-м Белорусском фронтах.
За выход к государственной границе и освобождение города Бреста указом Президиума Верховного Совета СССР полк был награждён орденом Красного Знамени. Великую Отечественную войну полк закончил на Эльбе. 17 мая 1945 года за отличные боевые действия по освобождению города Данциг полк был награждён орденом Кутузова 3 степени.
После окончании второй мировой войны полк регулярно принимал участие в войсковых учениях различного уровня.
В 1988 году личный состав полка принимал участие в миротворческих миссии в Ереване, Кировабаде. Помогал ликвидировать последствия землетрясения в Армении в городе Спитак.
В 1989 и 1990 годах принимал участие в наведение порядка в Баку.
В качестве миротворческих сил ООН подразделения полка принимали участие в миротворческих миссиях в Югославии, Приднестровье, Южной Осетии, Абхазии.
С 1994 по 1995 года полк принимал участие в Первой чеченской войне. В 1999 и 2004 годах полк участвовал во Второй чеченской войне.
В 2008 году подразделения полка принимали участие в войне на территории Грузии.
В 2018 году подразделения полка принимали в участие в интервенции в Сирию. Один военнослужащий погиб на борту самолёта Ан-26 во время крушения над Хмеймимом.

### Российско-украинская война
В 2014 году полк принимал участие в боевых действиях на территории Украины, в частности в аннексии Крыма, а также в войне на Донбассе, где нёс потери. Найдены захоронения ряда военнослужащих, включая старшего сержанта полка Кичаткина Леонида Юрьевича и ефрейтора Осипова Александра Сергеевича, погибших 20 августа 2014 года. Согласно изображению на надгробном памятнике Кичаткин награждён Орденом Мужества.
В 2022 году полк использовался во вторжении России на Украину. 3 апреля нештатный советник главы Офиса президента Украины Алексей Арестович заявил, что полк вместе с рядом других формирований причастен к военным преступлениям. 3 мая генеральный прокурор Украины Ирина Венедиктова сообщила, что удалось идентифицировать военнослужащего полка, который в Ирпене вместе с сослуживцами взял в плен 10 человек, которых держали в подвале, отобрав мобильные телефоны, били оружием по рёбрам и ногам, угрожали убийством, имитировали казнь и не давали пищи и воды.
В частности, при расследовании резни в Буче выяснилось, что 234-й гвардейский полк был в числе присутствовавших в городе частей и подразделений. Многие военнослужащие 234-го гвардейского полка попали на видеозаписи уличных и домашних камер наружного наблюдения и, в рамках расследования от New York Times, были идентифицированы как непосредственные исполнители казней. Также военнослужащими подразделения неоднократно связывались со своими родственниками в России с телефонов, принадлежавших казнённым гражданским лицам, что свидетельствует о мародёрстве.
В ходе вторжения на Украину полк понёс потери. Так, 11 марта в Буче был убит командир самоходно-артиллерийской батареи полка капитан Геннадий Баюр. По данным «Медиазоны», в Киевской области погиб также замполит полка подполковник Виктор Кузьмин.
В начале июля 2024 года в России по делу о мошенничестве был задержан командовавший полком во время нахождения в Буче полковник Артем Городилов.

## Состав
Состав на 2017 год:
- управление,
- 1-й десантно-штурмовой батальон,
- 2-й десантно-штурмовой батальон,
- парашютно-десантный батальон,
- самоходно-артиллерийский дивизион,
- противотанковая батарея,
- противотанковая батарея самоходных противотанковых пушек,
- зенитная батарея,
- разведывательная рота,
- инженерно-сапёрная рота,
- рота связи,
- рота десантного обеспечения,
- рота материального обеспечения,
- ремонтная рота,
- взвод РХБЗ.

1760 человек лс, на вооружении: 108 ед. БМД (28 ед. БМД-4, 5 ед. БМД-3, 75 ед. БМД-2), 42 ед. БТР-Д, 1 ед. БМД-1Р, 7 ед. КШМ (6 ед. БМД-1КШ, 1 ед. Р-149БМРД), 6 ед. БТР-РД «Робот» (с ПТРК 9К113 «Конкурс»), 9 ед. БТР-ЗД «Скрежет» (с ЗУ-23-2 и ПЗРК), 10 ед. 1В119 «Реостат», 24 ед. 2С9 «Нона-С», 6 ед. 2С25 «Спрут-СД».

## Командиры полка
- полковник Бавин И. И.
- полковник Аксёнов, Сергей Иванович
- подполковник Кияшко, Андрей Тимофеевич (-20.05.(1942)
- подполковник Павловский, Анатолий Михайлович (1943)
- гвардии полковник Шкурко, Василий Степанович (1944—1945)
- гвардии полковник Аглицкий, Михаил Павлович (1945—1952)
- гвардии полковник Зайцев, Александр Маркович (1952—1953)
- гвардии подполковник Григорьев, Иван Иванович (1953—1956)
- гвардии полковник Головко, Владимир Иванович (1957—1958)
- гвардии подполковник Тюрин, Михаил Филиппович (1958—1963)
- гвардии подполковник Шулинин, Андрей Иванович (1963—1965)
- гвардии подполковник Пилипенко, Дмитрий Владимирович (1965—1966)
- гвардии майор Бабуркин, Арнольд Иванович (1966—1968)
- гвардии подполковник Аладьев, Виктор Фомич (1968—1973)
- гвардии подполковник Мостовой, Сергей Сергеевич (1973—1976)
- гвардии подполковник Яренко, Анатолий Иванович (1976—1979)
- гвардии подполковник Семёнов, Евгений Анатольевич (1979—1981)
- гвардии подполковник Балабанов, Александр Дмитриевич (1981—1982)
- гвардии подполковник Волков, Александр Петрович (1982—1984)
- гвардии подполковник Петров, Владимир Петрович (1984—1986)
- гвардии подполковник Попов, Юрий Юрьевич (1986—1990)
- гвардии полковник Комар, Иван Геннадьевич (1990—1994)
- гвардии полковник Искренко, Александр Сергеевич (1994—1998)
- гвардии полковник Исаханян, Геворк Анушаванович (1998—2000)
- гвардии полковник Теплинский, Михаил Юрьевич (2000—2002)
- гвардии полковник Боргуль, Сергей Николаевич (2002—2005)
- гвардии полковник Красов, Андрей Леонидович (2005—2008)
- гвардии полковник Говоров, Вадим Валерьевич (2008—2010)
- гвардии полковник Самылов, Максим Леонидович (2010—2012)
- гвардии полковник Ходько, Эдуард Михайлович (2012—2014)
- гвардии полковник Грицаев, Олег Юрьевич (2014 — 28.10.2015)
- гвардии подполковник Великоцкий Иван Юрьевич (2015—20??)
- гвардии полковник Городилов Артём Игоревич (2019—2022)

## Герои
33 солдата и офицера полка были удостоены звания Героя Советского Союза. 8 человек стали Героями России

### Герои Советского Союза
- Болодурин, Иван Петрович
- Демидов, Александр Александрович
- Голоднов, Алексей Васильевич
- Заулин, Иван Александрович
- Курманов, Акан
- Куропятник, Дмитрий Григорьевич

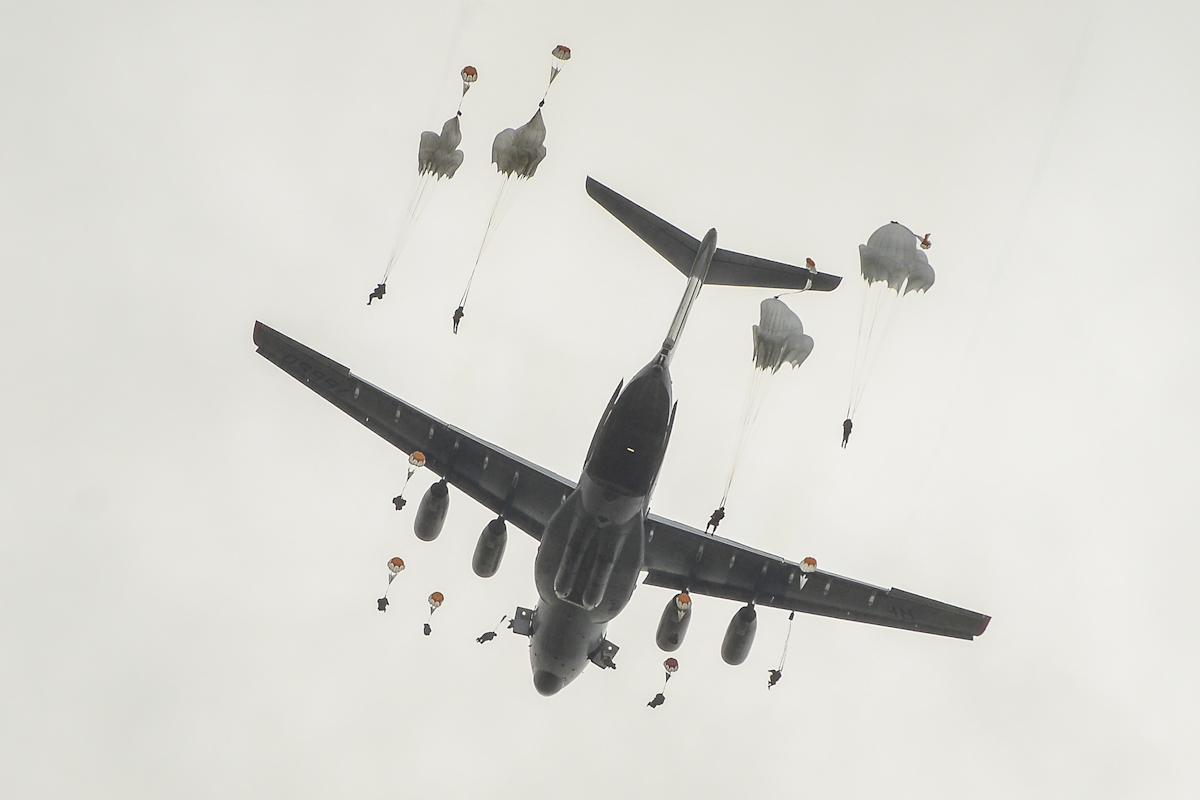
Десантирование и захват объекта в рамках совместного учения 234-го гв. дшп и ССО ВС РБ. 10 октября 2017 года.

- Малясов, Виктор Александрович — навечно зачислен в список личного состава 1-й роты полка
- Масляков, Георгий Гаврилович
- Матюк, Арсентий Васильевич
- Павловский, Анатолий Михайлович
- Русаков, Василий Александрович
- Сафронов, Пётр Сергеевич
- Собко, Иван Кузьмич
- Фролов, Иван Васильевич

Более 3 тыс. человек было награждено орденами и более 12 тыс. медалями.
Во время Великой Отечественной войны заместителем командира полка по политической части был майор П. Т. Трофимов — в будущем известный писатель.